# تحليل النص

اللغة العربية لغة الضاد

تحليل النص مجموعة من التقنيات اللغوية والإحصائية وتقنيات تعليم الآلة التي تسهم في استخراج المحتوى المعلوماتي الموجود في المصادر النصية والمستخدم في مجالات مثل الذكاء التجاري (استخبارات الأعمال) ذكاء الأعمال، التحليل الاسترشادي للبيانات Exploratory data analysis [الإنجليزية]، أو الأبحاث والدراسات. هذا المصطلح يقابل تقريبا مصطلح استخراج النصوص تنقيب في النصوص. البروفسور رونن فيلدمان قام بتعديل ألفي وصف لمصطلح «استخراج النصوص» في 2004 ليصف مصطلح «تحليل النص». ويشيع الآن استخدام مصطلح «تحليل النص» في ضبط الأعمال التجارية، في حين يستخدم مصطلح «استخراج النصوص» في بعض مجالات التطبيقات المبكرة التي يرجع تاريخها إلى الثمانينيات من القرن الميلادي الماضي ولا سيما أبحاث علوم الحياة والاستخبارات الحكومية.
يشمل تحليل النص استرجاع المعلومات، التحليل المعجمي لدراسة شيوع الكلمات، التعرف على الأنماط اللغوية، الترميز اللغوي، استخراج المعلومات، تقنيات التنقيب عن البيانات متضمنا تحليل الروابط والصلات، التصور، والتحليلات التنبؤية. والهدف الأساس من هذه العمليات هو تحويل النصوص إلى بيانات قابلة للتحليل عن طريق تطبيقات معالجة اللغة الطبيعية والأساليب التحليلية. كذلك يصف هذا المصطلح تلك التطبيقات الخاصة بتحليل النص، سواء بشكل مستقل أو بالاشتراك مع الاستعلام وتحليل البيانات.
التطبيق النموذجي يكون بمسح مجموعة من المستندات المكتوبة بلغة طبيعية ثم إما نمذجة مجموعة الوثائق هذه لأغراض التصنيف التنبؤية، أو تكوين قاعدة بيانات أو فهرس بحث مع المعلومات المستخرجة.

## تعريف النص
شغل تعريف النص مساحة كبيرة من اهتمام علماء لغة النص، فتعددت التعريفات والمدارس التي تتناوله:
يرى هارفج R. Harweg أن النص «ترابط مستمر للاستبدالات السنتجميمية التي تظهر الترابط النحوي في النص.»
أما فاينريش H. Weinrich فيرى أن النص هو «وحدة كلية مترابطة الأجزاء متلاحمة العناصر، إن تشابك هذا النسيج اللغوي داخل الوحدة الكلية للنص يفضي إلى فهمه فهما معقولا.»
ويقرر هاليداي Haliday ورقية حسن R. Hassen أنه إذا كانت الجملة وحدة أساسية في الدرس النحوي، فإنه ليس بنية نحوية أكثر حجما من الجملة، أو مجرد سلسلة من الجمل، وإنما بنية من نمط مختلف، إنه يشكل وحدة دلالية: الوحدة التي لها معنى sens في سياق contexte.
أمّا عند شميت J.Schmidt فالنص هو كل تشكيلة لغوية منطوقة من حدث اتصالي في إطار عملية اتصالية، محدد من جهة المضمون، ويؤدي وظيفة اتصالية يمكن إيضاحها.

## المعاييرالنصية السبعة
ويمكننا أن نضيف إلى ملامح النص ما أطلق عليه روبرت دى بوجراند وفلجانج ديسلر المعايير النصية السبعة والتي بدونها لا يكون النص نصا وهى:
السبك، والالتحام، والقصد، ورعاية الموقف، والقبول، والتناص، والإعلام.
- السبك cohesion: ونعني به الكيفية التي يتم بها ربط العناصر اللغوية على مستوى البنية السطحية بحيث يؤدي السابق منها إلى اللاحق.
- الالتحام coherence: ونقصد بها الطريقة التي يتم بها ربط التراكيب على مستوى البنية العميقة للنص.
- القصد: ويعني أن النص حدث لغوي مخطط له وليس رصفا للجمل والكلمات.
- القبول: ويتضمن موقف المُرسل إليه أو متلقى النص حول توقع نص متماسك ومتناسق.
- رعاية الموقف: وتشمل العوامل التي تجعل النص ذا صلة بموقف حالى أو موقف قابل للاسترجاع.
- التناص: أي أن النص يصبح بنية متقطعة من بنيات أخرى اى هو مصطلح نقدي يُقصد به وجود تشابه بين نص وآخر أو بين عدة نصوص.

و هناك اشكال عدة من التناص:
•	تناص تطابقي فيه تطابق بين نصين.
•	تناص انفصالي، فيه إعلان لموت النص الأول في النص الثاني.
•	تناص النفي، موت النص الأول في النص الثاني.
- الاعلامية أو الاخبارية: أي أن كل نص يجب أن يتضمن قدراً من المعلومات تختلف طبيعتها باختلاف نوع النص.

### أولا السبك cohesion
السبك هو أحد الركائز الأساسية للتحليل النصى المعاصر.
ويحيل مصطلح السبك إلى العلاقات أو الأدوات التي تسهم في الربط بين أجزاء النص الداخلية من ناحية وبين النص والبيئة المحيطة من ناحية أخرى، ومن بين أدوات الترابط النصي: الإحالة، الوصل، الفصل،
أما عن الأتساق المعجمي فيتحقق عبر ظاهرتين لغويتين: التكرار والمطابقة.

#### الإحالة
تحقق من خلال الوسائل النحوية التالية: الضمائر وأسماء الإشارة والأسماء الموصولة، وغيرها.
ويوجد نوعان من الإحالة:
ا- احالة إلى خارج النص
ب- احالة إلى داخل النص وتنقسم إلي احالة قبلية واحالة بعدية.

#### الاستبدال
الاستبدال هو تعويض عنصر في النص بعنصر أخر. يُعد الاستبدال مصدراً من مصادر التماسك النصى. ويفرق نحاة النص بين ثلاثة أنواع للاستبدال:
- استبدال اسمى: من خلال استخدام عناصر مثل (اخر واخرون ونفس).
- استبدال فعلى: من خلال استخدام الفعل (يفعل).
- استبدال قولى: من خلال استخدام (ذلك ولا)

#### الحذف
يتم الحذف عندما تكون هناك قرائن معنوية أو مقالية تؤمى الية وتدل عليه حتى لا يوصف النص بالركاكة والضعف.
والحذف عند هاليداى ورقية حسن أنواع منها:
ا- الحذف الاسمى: حذف أسم داخل المركب الاسمى.
ب- الحذف الفعلى: حذف داخل المركب الفعلى.
ج- الحذف داخل شبة الجملة.

#### الوصل والفصل
يشير الوصل إلى مكان اجتماع العناصر والصور بعضها ببعض انه يعمل على ربط سابق بلاحق. أشهر أدوات الوصل والربط حروف العطف وصور هذا الربط:
ا-مطلق الجمع:
يربط بين صورتين أو أكثر متحدتين من حيث البنية (ويمكن استخدام الواو بالإضافة إلى، علاوة على هذا).
ب-التخيير:
يربط بين صورتين يقع الاختيار على محتوى واحد وأداة الاختيار (أو).
ج- الاستدراك:
ويضم جملتين باستخدام أدوات مثل (لكن، بل، مع ذلك).
د- التفريع:
باستخدام أدوات مثل (لان، ما دام، من حيث، ولهذا.).
- من بين وسائل الاتساق المعجمى نذكر:

#### التكرار
التكرار أو كما يسمى ب (الإحالة التكرارية) يتمثل في إعادة عنصر أو عدد من العناصر اللغوية في بداية كل جملة من جمل النص لغرض التاكيد. التكرار عند هاليداى ورقية حسن مركب من أربع درجات:
- إعادة عنصر معجمي
- الترادف أو شبة الترادف ومن بين أنواع الترادف نذكر الترادف المجازى: وهو حالة المترادفات المجازية وهي الألفاظ المتباينة — أي غير المترادفة — التي اعتبرت مترادفة واستعملت بمعنى واحد
- الأسم الشامل
- الكلمات العامة

#### التضام
يبرز التضام في شكل علاقات نذكر منها:
التضام الحاد: مثل أعزب / متزوج - ذكر / أنتى
علاقة الكل بالجزء: مثل علاقة اليد بالجسم.

## جزء تطبيقي

اللغة لعربية

المقامة الحلوانية لبديع الزمان الهمذاني
حدثنا عيسى بن هشام قال: لما قفلت من الحج فيمن قفل، ونزلت مع من نزل، قلت لغلامي: أجد شعري طويلا، وقد اتسخ بدني قليلا، فاختر لنا حماما ندخله، وحجاما نستعمله، وليكن الحمام واسع الرقعة، نظيف البقعة، طيب الهواء، معتدل الماء، وليكن الحجام خفيف اليد، حديد الموسى، نظيف الثياب، قليل الفضول، فخرج مليا وعاد بطيا، وقال: قد اخترته كما رسمت، فأخذنا إلى الحمام السمت، وأتيناه فلم نر قوامه، لكني دخلته ودخل على أثري رجل وعمد إلى قطعة طين فلطخ بها جبيني، ووضعها على رأسي، ثم خرج ودخل آخر فجعل يدلكني دلكا يكد العظام، ويغمزني غمزا يهد الأوصال ويصفر صفيرا يرش البزاق، ثم عمد إلى رأسي يغسله، وإلى الماء يرسله، وما لبث أن دخل الأول فحيا أخدع الثاني بمضمومة قعقعت أنيابه، وقال: يا لكع ما لك ولهذا الرأس وهو لي؟ ثم عطف الثاني على الأول بمجموعة هتكت حجابه، وقال: بل هذا الرأس حقي وملكي وفي يدي، ثم تلاكما حتى عييا، وتحاكما لما بقيا، فأتيا صاحب الحمام، فقال الأول: أنا صاحب هذا الرأس؛ لأني لطخت جبينه، ووضعت عليه طينه، وقال الثاني: بل أنا مالكه؛ لأني دلكت حامله، وغمزت مفاصله، فقال الحمامي: ائتوني بصاحب الرأس أسأله، ألك هذا الرأس أم له، فأتياني وقالا: لنا عندك شهادة فتجشم، فقمت وأتيت، شئت أم أبيت، فقال الحمامي: يا رجل لا تقل غير الصدق، ولا تشهد بغير الحق، وقل لي: هذا الرأس لأيهما، فقلت: يا عافاك الله هذا رأسي، قد صحبني في الطريق، وطاف معي بالبيت العتيق، وما شككت أنه لي، فقال لي: اسكت يا فضولي، ثم مال إلى أحد الخصمين فقال: يا هذا إلى كم هذه المنافسة مع الناس، بهذا الرأس؟ تسل عن قليل خطره، إلى لعنة الله وحر سقره، وهب أن هذا الرأس ليس، وأنا لم نر هذا التيس.
قال عيسى بن هشام: فقمت من ذلك المكان خجلا، ولبست الثياب وجلا، وانسللت من الحمام عجلا، وسببت الغلام بالعض والمص، ودققته دق الجص، وقلت لآخر: اذهب فأتني بحجام يحط عني هذا الثقل، فجاءني برجل لطيف البنية، مليح الحلية، في صورة الدمية، فارتحت إليه، ودخل فقال: السلام عليك، ومن أي بلد أنت؟ فقلت: من قم، فقال: حياك الله! من أرض النعمة والرفاهة وبلد السنة والجماعة، ولقد حضرت في شهر رمضان جامعها وقد أشعلت فيه المصابيح، وأقيمت التراويح، فما شعرنا إلا بمد النيل، وقد أتى على تلك القناديل، لكن صنع الله لي بخف قد كنت لبسته رطبا فلم يحصل طرازه على كمه، وعاد الصبي إلى أمه، بعد أن صليت العتمة واعتدل الظل، ولكن كيف كان حجك؟ هل قضيت مناسكه كما وجب، وصاحوا العجب العجب؟ فنظرت إلى المنارة، وما أهون الحرب على النظارة، ووجدت الهريسة على حالها، وعلمت أن الأمر بقضاء من الله وقدر، وإلى متى هذا الضجر؟ واليوم وغد، والسبت والأحد، ولا أطيل وما هذا القال والقيل؟ ولكن أحببت أن تعلم أن المبرد في النحو حديد الموسى فلا تشتغل بقول العامة؛ فلو كانت الاستطاعة قبل الفعل لكنت قد حلقت رأسك، فهل ترى أن نبتدئ.

قال عيسى بن هشام: فبقيت متحيرا من بيانه، في هذيانه، وخشيت أن يطول مجلسه، فقلت: إلى غد إن شاء الله، وسألت عنه من حضر، فقالوا: هذا رجل من بلاد الإسكندرية لم يوافقه هذا الماء، فغلبت عليه السوداء، وهو طول النهار يهذي كما ترى، ووراءه فضل كثير، فقلت: قد سمعت به، وعز علي جنونه، وأنشأت أقول:
{{{1}}}
أنا أعطي الله عهـدا *** محكما في النذر عقدا
لا حلقت الرأس ما عشـ *** ت ولو لاقيت جهـدا
بتطبيق الأدوات السابقة على المقامة الحلوانية نجد أن:

### ا- الإحالة
في السطرين الأولين نجد:
إحالة قبلية داخلية: باستخدام ضمائر مستترة أو متصلة مثل
| نوع الضمير | العناصر المحيلة | المحال عليها   | نوع الإحالة        |
| ---------- | --------------- | -------------- | ------------------ |
| ضمير متصل  | حدثنا           | الراوى ومن معه | إحالة خارجية قبلية |
| ضمير متصل  | قفلت            | عيسى بن هشام   | احالة داخلية قبلية |
| ضمير متصل  | نزلت            | عيسى بن هشام   | احالة داخلية قبلية |
| ضمير متصل  | قلت             | عيسى بن هشام   | احالة داخلية قبلية |
| ضمير متصل  | لغلامى          | عيسى بن هشام   | احالة داخلية قبلية |
| ضمير متصل  | شعرى            | عيسى بن هشام   | احالة داخلية قبلية |
| ضمير متصل  | بدنى            | عيسى بن هشام   | احالة داخلية قبلية |
| ضمير متصل  | لنا             | الراوى ومن معه | احالة خارجية قبلية |
| ضمير متصل  | ندخله           | الحمام         | احالة داخلية قبلية |
| ضمير متصل  | نستعمله         | الحجام         | احالة داخلية قبلية |
| ضمير مستتر | قال             | عيسى بن هشام   | احالة داخلية قبلية |
| ضمير مستتر | اجد             | عيسى بن هشام   | احالة داخلية قبلية |
| ضمير مستتر | اتسخ            | البدن          | احالة داخلية قبلية |
| ضمير مستتر | اختر            | الغلام         | احالة داخلية قبلية |

### ب-الوصلوالفصل
النص لا يكون نصا إلا إذا كان سلسلة متتابعة من الكلمات والجمل، تربط بينها وسائل وأدوات لغوية نذكر من بينها الوصل الذي اسهمت فيه أدوات العطف بانواعها في تحقيق ربط أجزاء النص، وقد يكون الربط بين:
ا/ الكلمات داخل الجملة الواحدة
ب/ العبارات والجمل داخل النص الواحد.
(قلت لغلامي: أجد شعري طويلا، وقد اتسخ بدني قليلا، فاختر لنا حماما ندخله، وحجاما نستعمله، وليكن الحمام واسع الرقعة، نظيف البقعة، طيب الهواء، معتدل الماء، وليكن الحجام خفيف اليد، حديد الموسى، نظيف الثياب، قليل الفضول، فخرج مليا وعاد بطيا، وقال: قد اخترته كما رسمت، فأخذنا إلى الحمام السمت، وأتيناه فلم نر قوامه، لكني دخلته ودخل على أثري رجل وعمد إلى قطعة طين فلطخ بها جبيني، ووضعها على رأسي، ثم خرج ودخل آخر فجعل يدلكني دلكا يكد العظام، ويغمزني غمزا يهد الأوصال ويصفر صفيرا يرش البزاق، ثم عمد إلى رأسي يغسله، وإلى الماء يرسله).
في هذا النص نجد العطف بين عدة جمل أو متتاليات من الجمل باستخدام حرف العطف (و)- الأكثر استخداما- (حماما ندخله، وحجاما نستعمله، وليكن.).
أما في قوله: (خرج مليا وعاد بطيا) نلاحظ أن عطف الجمل على بعضها لتعاكسها دلاليا (خرج- عاد) غرضه الببيان والتوضيح.
تبرز إلى جانب حرف العطف (الواو) وسائل أتساقية أخرى تقوم بالعملية نفسها مثل (الفاء، لكن، ثم، بل).
مثل:
(وقد أتسخ بدنى قليلا، فاختر لنا حماما ندخله) (فخرج مليا وعاد بطيا) (أخترته كما رسمت، فاخذنا إلى الحمام لسمت- وأتيناو فلم نر قوامه).
- حالة الربط بالفاء أشارت كلها إلى تعاقب الأحداث، منها ما هو مرتبط بالأفعال الماضية مثل: (فخرج، فاخذنا)،
- ومنها ما هو مرتبط بافعال الأمر: (فاختر لنا)، ومنها ما هو مرتبط بحروف مثل (فلم).

إلى جانب ذلك نجد الربط ب (لكن)، (ثم) مثل: (وأتيناه فلم نر قوامه، لكنى دخلته. ثم عمد إلى راسى) كل هذه الأدوات تقوم بوظيقة الربط بين الجمل إلا أن بعضها اكسبها السياق معنى إضافيا مثل:
ثم: للعطف والترتيب
لكن: للعطف والإستدراك أي تفيد ربط سابق باللاحق مع استدراك المتكلم لما يقول
الفاء: للعطف وتفيد السرعة
في هذا الجزء ظهر أن الواو والفاء هم أكثر أدوات العطف استخداما.

### ج) الحذف
يفيد الحذف ايجازاً واقتصاذا للغة وعدم تكرار لمفرداتها وعباراتها حتى لا يقع ثقل وترهل في الكلام.
مثال:
(قفلت من الحج فيمن قفل ونزلت مع من نزل)
فتقدير الحذف:
قفلت من الحج فيمن قفل (من الحج) ونزلت من الحج مع من نزل (من الحج)
فتم حذف الجار والمجرور لضمان سلاسة الجملة (حذف شبة جملة).
مثال اخر
قلت لغلامى: اجد شعرى طويلا وقد اتسخ بدنى قليلا، فاختر لنا حماما ندخله وحجاما نستعمله).
تقدير الحذف هنا في الجملة الأولى (فاختر لنا (يا غلام) حماما ندخله، و (اختر لنا يا غلام)حجاما نستعمله).
فحذف جملة (اختر لنا ياغلام) وعطفها على ما قبلها للتخفيف.
مثال اخر:
(فقال الحمامي: يا رجل لا تقل غير الصدق، ولا تشهد بغير الحق، وقل لي: هذا الرأس لأيهما).
هنا الحذف تقديره: (يارجل لا تقل غير الصدق ولا تشهد يا رجل بغير الحق، وقل لى يا رجل هذا الراس لاى من الرجلين) (استبدال).
مثال اخر:
(ودخل فقال: السلام عليك، ومن أي بلد أنت؟ فقلت: من قم)
التقدير هنا: فقلت له انا من مدينه فم (حذف جملة)
مثال اخر:
(فاخذنا إلى الحمام السمت، واتيناه فلم نر قوامه. ودخل على اثرى رجل)
التقدير: دخل الحمام على اثرى رجل
(فقال اسكت يا فضولى)
التقدير: اسكت يا رجل يا فضولى.

### د) الاستبدال
يؤدى الاستبدال الوظيفة نفسها التي يؤديها الحذف، إذ يعد وسيلة من وسائل الاقتصاد في استخدام اللغة كما يجنب المؤلف تكرار العبارات نفسها. وينقسم الاستبدال إلى استبدال اسمى وفعلى وقولى:
- يتم الاستبدال الاسمى من خلال عناصر لغوية اسمية مثل (اخر – اخرون – نفس-.)

مثال:
(ودخل على أثري رجل وعمد إلى قطعة طين فلطخ بها جبيني، ووضعها على رأسي، ثم خرج ودخل آخر) استخدم كلمة اخر بدل من كلمة رجل اى ان الجملة هي (ودخل على اثرى رجل. كما دخل رجل ف.).
مثال اخر:
(وما لبث أن دخل الأول فحيا أخدع الثاني بمضمومة قعقعت أنيابه) استخدم كلمتى الأول، الثانى بدل من تكرار كلمة رجل اى بدل من ان يقل (وما لبث ان دخل رجل فحيا اخدع الرجل الآخر ب.).
مثال اخر:
(فقال الحمامي: ائتوني بصاحب الرأس أسأله، ألك هذا الرأس أم له، فأتياني وقالا: لنا عندك شهادة فتجشم، فقمت وأتيت، شئت أم أبيت، فقال الحمامي: يا رجل لا تقل غير الصدق، ولا تشهد بغير الحق، وقل لي: هذا الرأس لأيهما) تم استخدام كلمة ايهما بدل من تكرار كلمة لاى الرجلين.اى بدل من القول (. وقل هذا الراس لاى الرجلين) مثال اخر: (وسببت الغلام بالعض والمص، ودققته دق الجص، وقلت لآخر) اخر بدل لرجل اى ان الجملة تقديرها (وقلت لرجل: اذهب).
مثال اخر:
(هل قضيت مناسكه كما وجب) هنا تم استبدالى فعلى اى ان تقدير الجملة (هل قضيت مناسكه كما كان يجب ان تقضى).
مثال اخر:
(وهب أن هذا الرأس ليس، وأنا لم نر هذا التيس) تم استخدام ليس بدل من (وهب ان هذا الرأس لم يأتِ) ويلاحظ هنا انه تم استخدام كلمة راس بدل من كلمة رجل (هذا الراس) بدل من (هذا الرجل) لتفادى التكرار والتنوع الأسلوب. وحدث ذلك أيضا في عبارة: (فقال: يا هذا إلى كم هذه المنافسة مع الناس، بهذا الرأس؟) فتم استخدام كلمة (ياهذا) بدل من (يا رجل)
افاد الحذف والاستبدال تحقيق ايجاز النص وتماسكه مما حقق استمرارية المعنى وتماسك اجزائه.

### ه) التكرار
التكرار أو كما يسمى ب (الإحالة التكرارية) يتمثل في إعادة عنصر أو عدد من العناصر اللغوية في بداية كل جملة من جمل النص لغرض التأكيد. وفى المقامة الحلوانية ظهر بكثرة تكرار الضمائر المحيلة إلى شخص البطل: (حدثنا عيسى بن هشام قال. لكني دخلته ودخل على أثري رجل وعمد إلى قطعة طين فلطخ بها جبيني، ووضعها على رأسي، ثم خرج ودخل آخر فجعل يدلكني دلكاً يكد العظام، ويغمزني غمزا يهد الأوصال ويصفر صفيرا يرش البزاق، ثم عمد إلى رأسي يغسله. وقال: يا لكع ما لك ولهذا الرأس وهو لي؟ ثم عطف الثاني على الأول بمجموعة هتكت حجابه، وقال: بل هذا الرأس حقي وملكي وفي يدي، ثم تلاكما حتى عييا، وتحاكما لما بقيا، فأتيا صاحب الحمام، فقال الأول: أنا صاحب هذا الرأس. فنجد انه استخدم الكثير من الضمائر المحيلة إلى شخصية عيسى بن هشام مثل: (لكنى – جبينى- يدلكنى- يغمزنى- راسى- جبينه- صينه- مالكه- حامله- مفاصله –اساله). كما تكرر اسم البطل أكثر من مرة ومرادفاته فنجد: (حدثنا عيسى بن هشام- قال عيسى بن هشام- هذا الرجل – هذا الرأس) وهناك أنواع أخرى من التكرار مثل:
التكرار المحض، التكرار الجزئي- النحوي- التكرار بالمرادف – شبه التكرار).
يضاف إلى أنواع التكرار ذلك الذي يتحقق على المستوى الصوتي وتمثل في تكرار بعض الوحدات الصوتية وتجسد هذا النوع من التكرار الصوتي: (السجع - الجناس) ويبدو هذا النوع جلياً في المقامة:
ا- السجع:
هو توافق الفاصلتينِ في فِقْرتين أو أكثر في الحرف الأخير. أو هو توافق أواخر فواصل الجمل [الكلمة الأخيرة في الفقرة]، ويكون في النثر فقط.
من السجع ما يُسمى «الترصيع»، وهو أن تتضمن القرينة الواحدة سجعتين أو سجعات كقول الحريري : «فهو يطبع الأسجاع بجواهر لفظه، ويقرع الأسماع بزواجر وعظه» سر جمال السجع : يحدث نغماً موسيقياً يثير النفس وتطرب إليه الأذن إذا جاء غير متكلف . تذكر : أن الشعر يحْسُنُ بجمال قوافيه ، كذلك النثر يَحْسُنُ بتماثل الحروف الأخيرة من الفواصل.
وفى المقامة الحلوانية لبديع الزمان الهمذانى نجد:
(شعرى طويلا - بدنى قليلا)
(حماما ندخله - حجاما نستعمله)
(واسع الرقعة - نظيف البقعة)
(طيب الهواء - معتدل الماء)
(فخرج مليا وعاد بطيا)
ب- جناس ناقص:
وهو تشابه لفظين مع اختلافهما في المعنى.
(حماما - حجاما)،
(تلاكما- تحاكما)،
(رسمت - السمت)،
(رقعة - بقعة)
هناك تكرار على مستوى مقامات الهمذانى: كل مقامة تفتتح بعبارة (حدثنا عيسى بن هشام)

### و) المطابقة
تعد نوعاً من أنواع الاتساق المعجمى حيث تترابط العناصر اللغوية بعضها مع بعض من خلال علاقة التقابل أو التعارض.
لو واصلنا البحث في ثنايا المقامة لوجدنا تناقضات كثير منها:
(فخرج مليا وعاد بطيا)
(ثم خرج ودخل اخر)
(الك هذا الرأس لم له)
(شئت أم أبيت)
(الظل- المنارة)
فعلاقة التكرار والمطابقة مغ غيرها من العلاقات النحوية اسهمت بشكل واضح في تحقيق الترابط والتماسك بين الأجزاء المكونة لهذا النموذج. وهذا ما يسعى إليه التحليل النصي المعاصر.

## عمليات تحليل النصوص
تشتمل المكونات الخاصة بمهام تحليل النصوص على:
- استرجاع المعلومات أو التعرف على مدونة لغوية كخطوة تحضيرية: وتعني جمع وترميز مجموعة من المواد النصية سواء على الإنترنت أو المحفوظة في ملفات أو قواعد بيانات أو أنظمة إدارة المحتوى، وذلك لتحليلها.

## تطبيقات
هذه التقنية هي الآن مستخدمة على نطاق واسع تلبية لاحتياجات حكومية وبحثية وتجارية. يمكن تقسيم التطبيقات إلى عدد من التصنيفات عن طريق تحليل الأنواع أو عن طريق مهامها العملية. وهذا التصنيف يشتمل على:
- التنقيب عن البيانات
- إدارة السجلات
- الأمن القومي
- الاكتشافات العلمية خصوصا علوم الحياة
- أدوات تحليل الأراء
- أدوات اللغة الطبيعية أو الدلالة
- النشر
- الوصول والبحث عن البيانات